# Spaghetti alla puttanesca

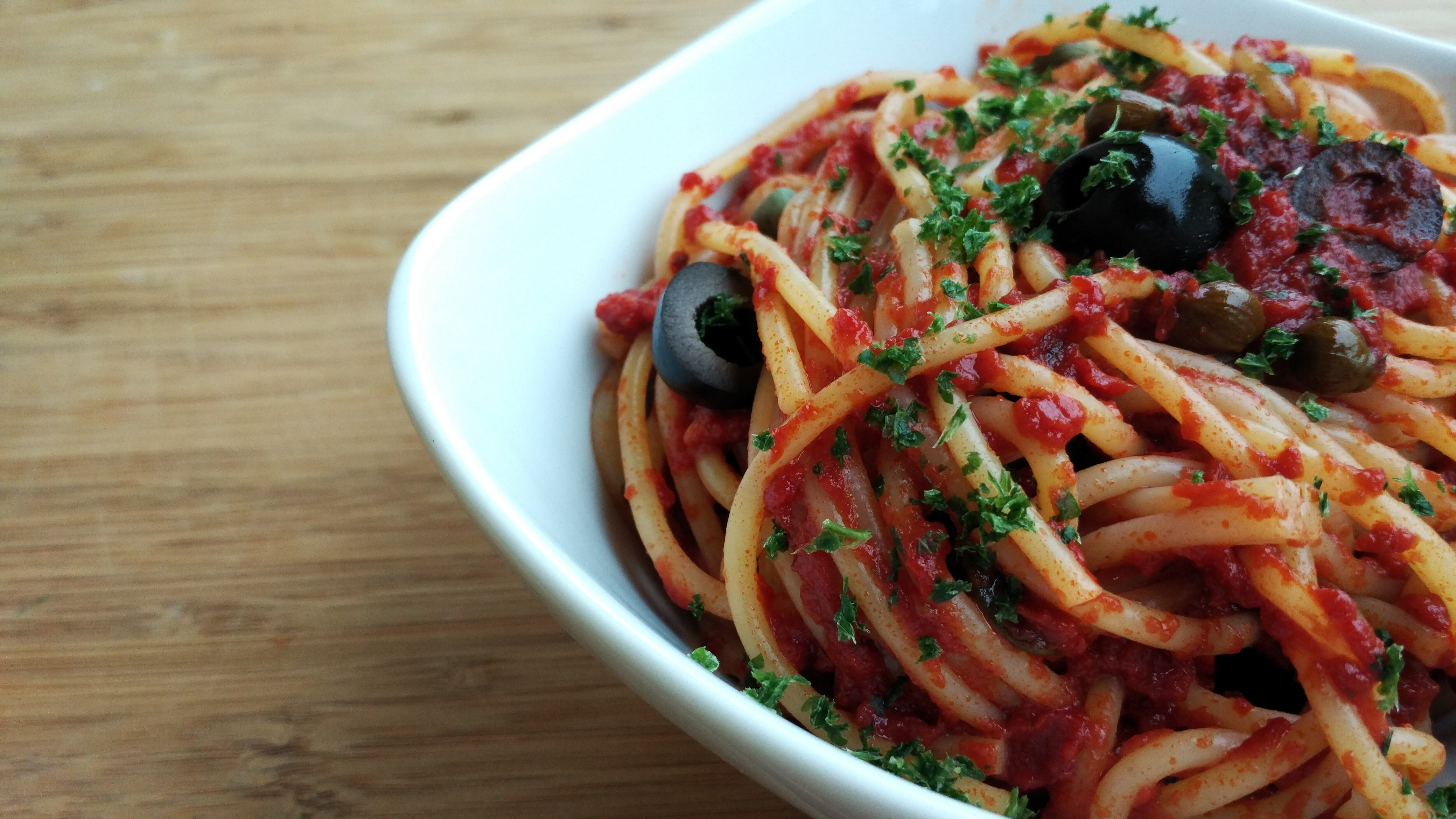
Spaghetti alla puttanesca.

El spaghetti alla puttanesca, o en español espagueti a la putanesca, es un plato elaborado con pasta espagueti y con una salsa denominada putanesca. 

## Características
El plato es característico de la cocina mediterránea. Los ingredientes son aceite de oliva que se pone a calentar con unas láminas de ajos (a veces algo de cebollas picadas), seguido de chile (pimiento) (guindillas secas, peperoncino o ají) y anchoas, no se saltean durante mucho tiempo para evitar que el fuerte sabor a pescado invada todo el plato. A veces se le añade un sofrito de diversas verduras. Se le añaden trozos de tomate, aceitunas y alcaparras (encurtido) y se prepara aparte la salsa. Se suele servir decorada con perejil o albahaca.

## Orígenes
El origen de este plato es incierto y está sujeto a disputas entre diferentes expertos culinarios, pero sin datos ni hechos concluyentes. No obstante su nombre puede dar pistas «Spaghetti al estilo de las prostitutas». Algunos cocineros dicen que es posible que fuera costumbre de las prostitutas de Nápoles preparar este sencillo y rápido plato entre cliente y cliente. Se dice que una 
llamada Yvette la Francese que tenía un local de comidas además de un burdel pudo haber inventado este plato. Una tercera interpretación menciona que este plato se elaboraba con maccheroni y se denominaba a la marinara cambió el nombre tras la Segunda Guerra Mundial por su atractivo para los marineros. Otra versión dice que el nombre viene del olor de las anchoas, que recuerda el aroma característico de la flora bacteriana vaginal (olor a aminas).
Otra de las versiones sobre el origen de este estilo, cuenta que así lo preparaban en restaurantes de pasta en la Italia de los años 50, los cuales en la planta alta alojaban casas de citas. Y eran usados regularmente por camioneros, quienes podían degustar pasta en la parte de abajo del inmueble y culminar con el "postre" en la parte de arriba.